# Tivela zonaria
Tivela zonaria (nomeada, em inglês, ventricose Tivela; em português, no Brasil, ponhangá, sapinhaguá, sapinhanguá ou sapinhauá; nomes também dados a Tivela mactroides – O Dicionário Aurélio citando a denominação sapinhaguá para o cernambi (Anomalocardia flexuosa, ex Anomalocardia brasiliana: um dos berbigões da costa brasileira, junto com a espécie citada anteriormente) e o Dicionário Houaiss confirmando sapinhoá para esta espécie citada – ; todas aparentadas à amêijoa portuguesa) é uma espécie de molusco Bivalvia, marinha e litorânea, da família Veneridae e gênero Tivela, classificada por Jean-Baptiste de Lamarck em 1818. Habita as costas do sudoeste do Atlântico, na região sudeste e região sul do Brasil, do Espírito Santo até o Rio Grande do Sul, incluindo a costa do Uruguai (erroneamente citada para o mar do Caribe, nas Antilhas); enterrando-se no substrato arenoso de águas rasas e na zona entremarés das praias e sendo usada para a alimentação humana; podendo ser encontrada em sambaquis brasileiros em toda sua área de distribuição. Embora seja uma espécie comum, em 2018 a Tivela zonaria, juntamente com a Tivela mactroides, foi colocada no Livro Vermelho do ICMBio; considerada uma espécie deficiente de dados (DD), com a conclusão desta avaliação em 2012.

## Descrição da concha
Tivela zonaria possui concha inflada, podendo atingir grande tamanho, entre 8.5 centímetros de comprimento e 7.1 centímetros de largura, em suas maiores dimensões; dotada de valvas espessas e triangulares, com o lado anterior arredondado, de umbos subcentrais, proeminentes e globosos, levemente voltados para sua região anterior, e o lado posterior truncado, largo e aplainado; às vezes ligeiramente côncava e com o perfil reto. Perióstraco facilmente destacável, brilhante e de coloração castanho-escura a clara, por vezes amarelada, cobrindo uma superfície de coloração castanho-amarelada a branca, por vezes com padronagem de faixas variada que pode ir de desenhos lineares e concêntricos a desenhos sinuosos ou em ziguezague, de tonalidade mais escura ou destacados sobre o branco. O interior das valvas é branco, porcelanado, de borda lisa.

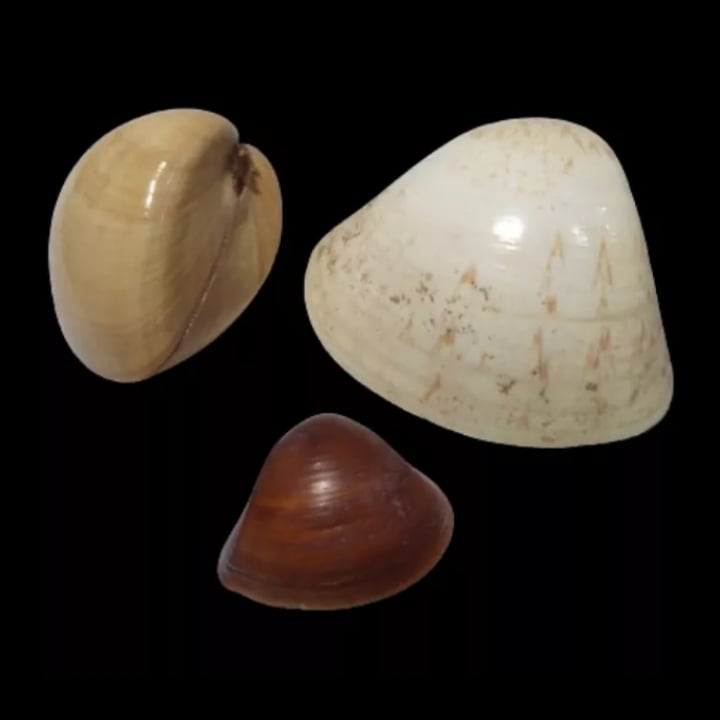
Uma concha e duas valvas de T. zonaria, coletadas na Praia da Lagoinha, Ubatuba, São Paulo, região sudeste do Brasil, no século XX; no século XXI, uma espécie ameaçada.

## Etimologia dezonaria/ventricosa
A etimologia do epíteto específico zonaria, em latim, está relacionada com "cinto", ou "fabricante de cintos", de acordo com o Google Tradutor, e deve remeter-se à presença de faixas na superfície de alguns espécimes; enquanto que seu antigo epíteto específico nomenclatura, ventricosa, carrega o significado de algo "afinando em direção às extremidades", provavelmente remetendo-se ao formato angular de suas valvas, em sua região de maior largura;; mais reforçada ainda pelo fato de John Edward Gray, ao nomear sua sinonímia, ter-lhe chamado Trigona ventricosa; a primeira palavra provinda de "trígono", cujo significado é de algo "que tem três ângulos, ou triangular".